# Gastón Díaz
Gastón Ricardo Díaz (ur. 13 marca 1988 w Buenos Aires) – argentyński piłkarz występujący na pozycji obrońcy. Zawodnik klubu Vélez Sársfield.

## Kariera klubowa
Díaz zawodową karierę rozpoczynał w sezonie 2007/2008 w zespole Vélez Sársfield z Primera División Argentina. W tych rozgrywkach zadebiutował 9 lutego 2008 roku w wygranym 4:3 pojedynku z Colónem. W debiutanckim sezonie w lidze zagrał 11 razy. W 2009 roku wywalczył z zespołem mistrzostwo fazy Clausura, a w 2010 roku wicemistrzostwo Apertura.

## Kariera reprezentacyjna
W reprezentacji Argentyny Díaz zadebiutował 17 marca 2011 roku w wygranym 4:1 towarzyskim meczu z Wenezuelą.